# TextClipping
textClipping是麦金塔电脑所使用的一种文本格式，最初随Mac OS 9一同面世。在麦金塔电脑上把一段文字拖放到一个目录（比如桌面）中时，系统会自动创建一个textClipping文件来存储该段文字。把textClipping文件拖放到文本框中，可以输入文件中包含的文本，并保留原来的格式。